# René Sutter
René Sutter (Bern, 5 januari 1966) is een Zwitsers voormalig voetballer die speelde als middenvelder. Zijn broer Alain was en zijn eigen zoon Nicola zijn ook profvoetballer.

## Carrière
Sutter maakte zijn profdebuut voor BSC Young Boys waar hij vijf seizoenen bleef spelen tot hij in 1990 een transfer maakte naar FC Aarau. Bij Aarau bleef hij spelen tot in 1993 keerde hij terug naar BSC Young Boys. Ditmaal speelde hij er drie seizoenen en vertrok naar Yverdon-Sport. Hierna speelde hij nog voor FC Baden, FC Wil, SC Bümpliz 78 alvorens zijn carrière af te sluiten bij FC Solothurn.
Sutter maakte in 1989 zijn debuut voor Zwitserland, hierna speelde hij nog eenmaal voor zijn land, in totaal speelde hij 2 interlands waarin hij niet tot scoren kwam.

## Erelijst
- BSC Young Boys
  - Landskampioen: 1986
  - Zwitserse voetbalbeker: 1987
- FC Aarau
  - Landskampioen: 1993